# Macrothemis ludia
Macrothemis ludia is een libellensoort uit de familie van de korenbouten (Libellulidae), onderorde echte libellen (Anisoptera).
De wetenschappelijke naam Macrothemis ludia is voor het eerst geldig gepubliceerd in 1987 door Belle.